# Olympische Sommerspiele 1988/Leichtathletik – 1500 m (Frauen)

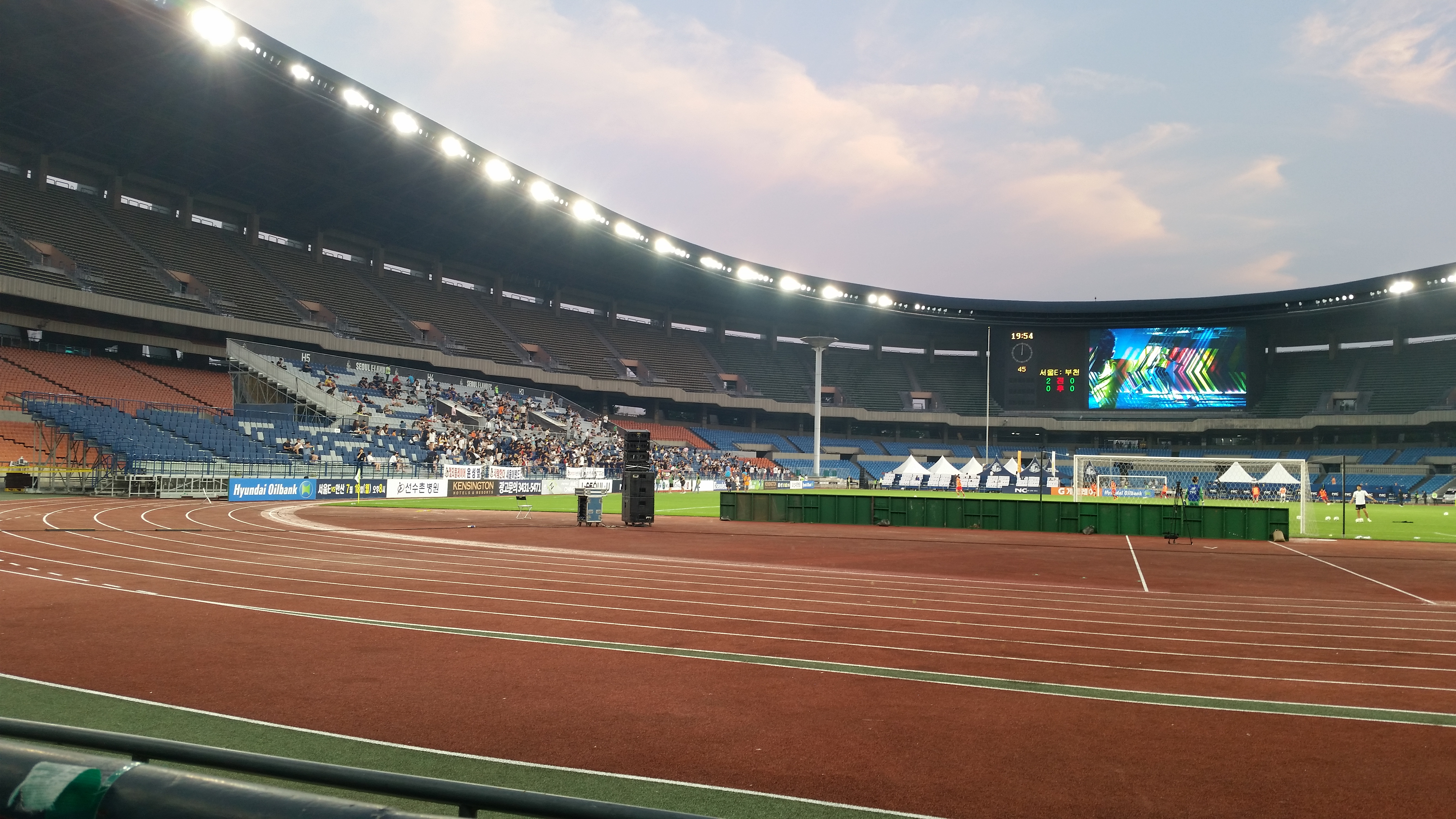
Innenraum des Olympiastadions im Jahr 2016

Der 1500-Meter-Lauf der Frauen bei den Olympischen Spielen 1988 in Seoul wurde am 29. September und 1. Oktober 1988 in zwei Runden im Olympiastadion Seoul ausgetragen. 28 Athletinnen nahmen teil.
Olympiasiegerin wurde die Rumänin Paula Ivan. Sie gewann vor den beiden sowjetischen Athletinnen Laimutė Baikauskaitė und Tetjana Samolenko.
Für die Bundesrepublik Deutschland nahm Vera Michallek, frühere Vera Steiert, teil, die in der Vorrunde ausschied.

Die DDR wurde durch Andrea Hahmann vertreten. Sie erreichte das Finale und wurde Sechste.

Die Schweizerin Cornelia Bürki scheiterte in der Vorrunde.

Läuferinnen aus Österreich und Liechtenstein nahmen nicht teil.

## Aktuelle Titelträgerinnen
| Olympiasiegerin 1984                      | Gabriella Dorio ( Italien)         | 4:03,25 min | Los Angeles 1984  |
| Weltmeisterin 1987                        | Tetjana Samolenko ( Sowjetunion)   | 3:58,56 min | Rom 1987          |
| Europameisterin 1986                      | Rawilja Agletdinowa ( Sowjetunion) | 4:01,19 min | Stuttgart 1986    |
| Panamerikanische Meisterin 1987           | Linda Sheskey ( USA)               | 4:07,84 min | Indianapolis 1987 |
| Zentralamerika und Karibik-Meisterin 1987 | Milagro Rodríguez ( Kuba)          | 4:29,34 min | Caracas 1987      |
| Südamerika-Meisterin 1987                 | Soraya Telles ( Brasilien)         | 4:29,9 min  | São Paulo 1987    |
| Asienmeisterin 1987                       | Yang Liuxia ( Volksrepublik China) | 4:19,29 min | Singapur 1987     |
| Afrikameisterin 1988                      | Hassiba Boulmerka ( Algerien)      | 4:12,14 min | Annaba 1988       |

## Rekorde

### Bestehende Rekorde
| Weltrekord         | 3:52,47 min | Tatjana Kasankina ( Sowjetunion) | Zürich, Schweiz               | 13. August 1980 |
| Olympischer Rekord | 3:55,0 min  | Tatjana Kasankina ( Sowjetunion) | Finale OS Moskau, Sowjetunion | 6. Juli 1980    |

### Rekordverbesserung
Die rumänische Olympiasiegerin Paula Ivan verbesserte den bestehenden olympischen Rekord im Finale am 1. Oktober um 1,04 Sekunden auf 3:53,96 min. Den Weltrekord verfehlte sie um 1,49 Sekunden.

## Vorrunde
Datum: 29. September 1988
Die Athletinnen traten zu insgesamt zwei Vorläufen an. Für das Finale qualifizierten sich pro Lauf die ersten vier Athletinnen. Darüber hinaus kamen die vier Zeitschnellsten, die sogenannten Lucky Loser, weiter. Die direkt qualifizierten Athletinnen sind hellblau, die Lucky Loser hellgrün unterlegt.

### Vorlauf 1
16:15 Uhr

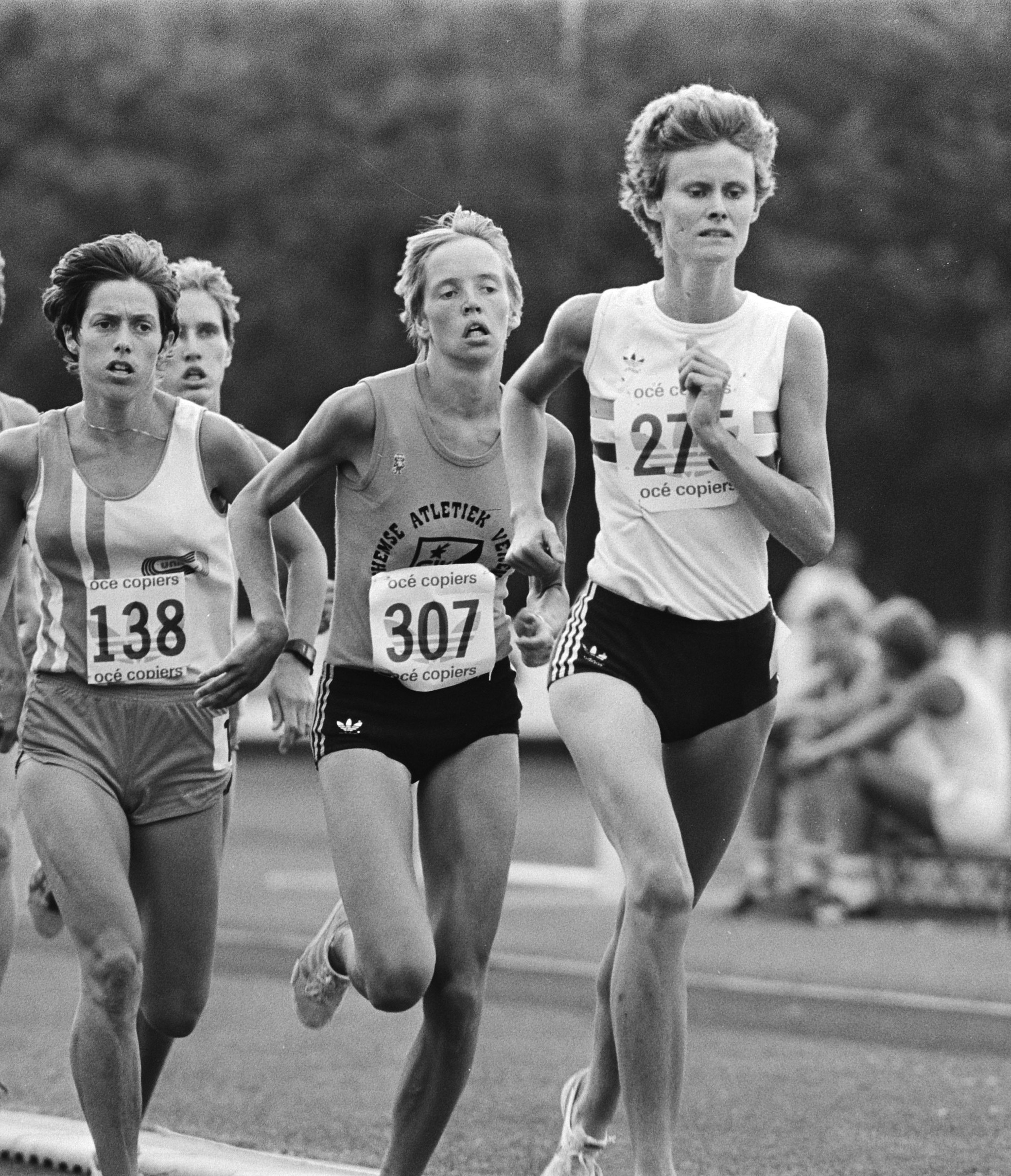
Elly van Hulst (hier als Führende eines Rennens im Jahr 1983) verpasste als Fünfte des ersten Vorlaufs den Einzug ins Finale
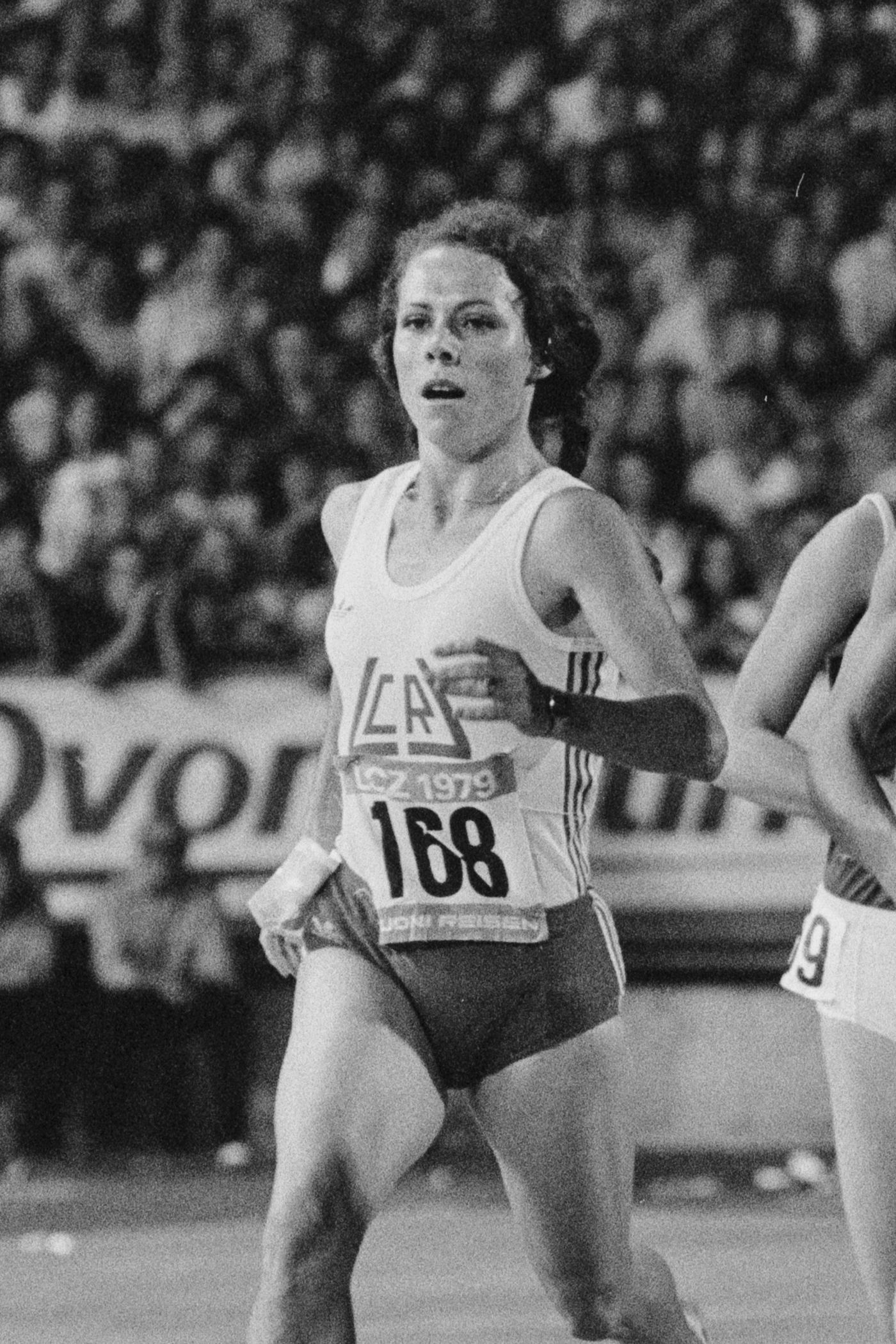
Cornelia Bürki – ausgeschieden als Zehnte des ersten Vorlaufs

| Platz | Name                 | Nation          | Zeit        |
| ----- | -------------------- | --------------- | ----------- |
| 1     | Doina Melinte        | Rumänien        | 4:06,87 min |
| 2     | Debbie Bowker        | Kanada          | 4:07,06 min |
| 3     | Tetjana Samolenko    | Sowjetunion     | 4:07,11 min |
| 4     | Kim Gallagher        | USA             | 4:07,22 min |
| 5     | Elly van Hulst       | Niederlande     | 4:07,40 min |
| 6     | Kirsty Wade          | Großbritannien  | 4:08,37 min |
| 7     | Ljubow Gurina        | Sowjetunion     | 4:08,59 min |
| 8     | Angela Chalmers      | Kanada          | 4:08,64 min |
| 9     | Vera Michallek       | BR Deutschland  | 4:10,05 min |
| 10    | Cornelia Bürki       | Schweiz         | 4:10,89 min |
| 11    | Khin Khin Htwe       | Birma           | 4:20,92 min |
| 12    | No Hye-sun           | Südkorea        | 4:26,05 min |
| 13    | Daphrose Nyiramutuzo | Ruanda          | 4:32,31 min |
| 14    | Poloni Avek          | Papua-Neuguinea | 4:46,49 min |

### Vorlauf 2
16:25 Uhr
| Platz | Name                 | Nation              | Zeit        |
| ----- | -------------------- | ------------------- | ----------- |
| 1     | Paula Ivan           | Rumänien            | 4:03,33 min |
| 2     | Mary Slaney          | USA                 | 4:03,61 min |
| 3     | Andrea Hahmann       | DDR                 | 4:03,65 min |
| 4     | Lynn Williams        | Kanada              | 4:04,20 min |
| 5     | Shireen Bailey       | Großbritannien      | 4:04,65 min |
| 6     | Christina Cahill     | Großbritannien      | 4:05,33 min |
| 7     | Laimutė Baikauskaitė | Sowjetunion         | 4:05,74 min |
| 8     | Fatima Aouam         | Marokko             | 4:06,87 min |
| 9     | Hassiba Boulmerka    | Algerien            | 4:08,33 min |
| 10    | Susan Sirma          | Kenia               | 4:10,13 min |
| 11    | Regina Jacobs        | USA                 | 4:18,09 min |
| 12    | Letitia Vriesde      | Suriname            | 4:19,58 min |
| 13    | Laverne Bryan        | Antigua und Barbuda | 4:39,73 min |
| 14    | Rachel Thompson      | Sierra Leone        | 5:31,42 min |

## Finale

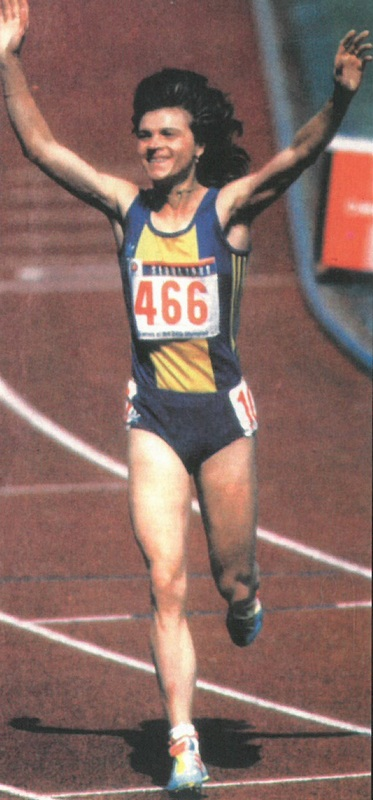
Mit einem konsequenten Tempolauf errang Paula Ivan ganz überlegen die Goldmedaille

Datum: 1. Oktober 1988, 12:55 Uhr
| Platz | Name                 | Nation         | Zeit        | Anmerkung |
| ----- | -------------------- | -------------- | ----------- | --------- |
| 1     | Paula Ivan           | Rumänien       | 3:53,96 min | OR        |
| 2     | Laimutė Baikauskaitė | Sowjetunion    | 4:00,24 min |           |
| 3     | Tetjana Samolenko    | Sowjetunion    | 4:00,30 min |           |
| 4     | Christina Cahill     | Großbritannien | 4:00,64 min |           |
| 5     | Lynn Williams        | Kanada         | 4:00,86 min |           |
| 6     | Andrea Hahmann       | DDR            | 4:00,96 min |           |
| 7     | Shireen Bailey       | Großbritannien | 4:02,32 min |           |
| 8     | Mary Slaney          | USA            | 4:02,49 min |           |
| 9     | Doina Melinte        | Rumänien       | 4:02,89 min |           |
| 10    | Fatima Aouam         | Marokko        | 4:08,00 min |           |
| 11    | Kim Gallagher        | USA            | 4:16,25 min |           |
| 12    | Debbie Bowker        | Kanada         | 4:17,95 min |           |

Für das Finale am 1. Oktober hatten sich jeweils zwei Läuferinnen aus der Sowjetunion, Rumänien, Kanada, den USA und Großbritannien qualifiziert. Komplettiert wurde das Starterfeld mit jeweils einer Athletin aus der DDR und Marokko.
Als Favoriten galten die sowjetische Weltmeisterin Tetjana Samolenko, die hier in Seoul bereits den 3000-Meter-Lauf gewonnen hatte, sowie die US-Amerikanerin Mary Slaney, die Weltmeisterin von 1983, die damals unter ihrem Mädchennamen Mary Decker hatte gewinnen können und die bei den Spielen 1984 in Los Angeles durch einen Sturz unglücklich ausgeschieden war. Eine weitere Medaillenkandidatin war die Silbermedaillengewinnerin von 1984 Doina Melinte aus Rumänien, gleichzeitig EM-Dritte von 1986 und WM-Dritte von 1987.
Im Finale übernahm von Beginn an die Rumänin Paula Ivan die Führung und legte dabei ein hohes Tempo vor. Die erste Runde lief sie in 1:02,52 min. Nach 600 Metern tat sich eine Lücke auf zwischen Ivan und dem Rest des Feldes, die sich mehr und mehr vergrößerte. Nach zwei Runden hatte Ivan einen Vorsprung von acht Metern herausgelaufen. Ihr Tempo war unvermindert hoch, die 800-Meter-Zwischenzeit betrug 2:05,78 min. Der Abstand der Rumänin zu den Verfolgerinnen wurde derweil immer größer. Als es in die letzte Runde ging, lag Melinte an zweiter Stelle, während Slaney nach hinten zurückfiel. Die 1200-Meter-Zwischenzeit lautete 3:08,24 min, Ivan hielt ihr gleichmäßig hohes Tempo auch jetzt noch. Auf den zweiten Platz hatte sich inzwischen Andrea Hahmann, DDR, geschoben, Dritte war Samolenko vor der Britin Christina Cahill. Paula Ivan ließ auch auf den letzten zweihundert Metern nichts mehr anbrennen. Sie zog weiter voll durch und wurde Olympiasiegerin mit einem Vorsprung von vierzig Metern und neuem olympischen Rekord. Im Kampf um die weiteren Medaillen konnte die sowjetische Läuferin Laimutė Baikauskaitė auf der Zielgeraden die meisten Kräfte freimachen und erspurtete sich Silber vor Tetjana Samolenko, die Bronze gewann. Christina Cahill wurde Vierte vor der Kanadierin Lynn Williams und Andrea Hahmann. Mit einem Vorsprung von mehr als sechs Sekunden hatte nie zuvor eine 1500-Meter-Läuferin eine olympische Goldmedaille gewonnen.
Paula Ivan errang den ersten Olympiasieg Rumäniens über 1500 Meter der Frauen.

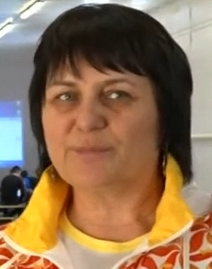
Die Doppelweltmeisterin von 1987 über 1500 und 3000 Meter Tetjana Samolenko (Foto: 2017), sechs Tage zuvor auch 3000-m-Olympiasiegerin, gewann die Bronzemedaille
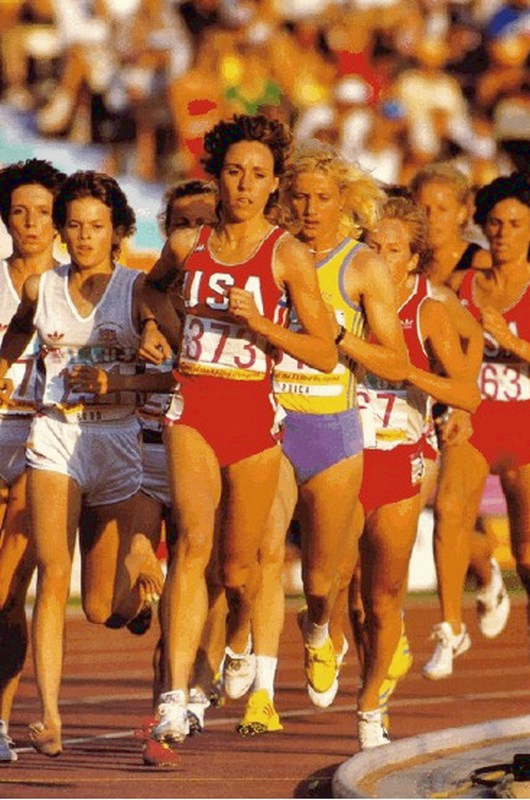
Mary Slaney, frühere Mary Decker (hier als Führende im 3000-m-Lauf bei den Spielen 1984), kam auf den achten Platz
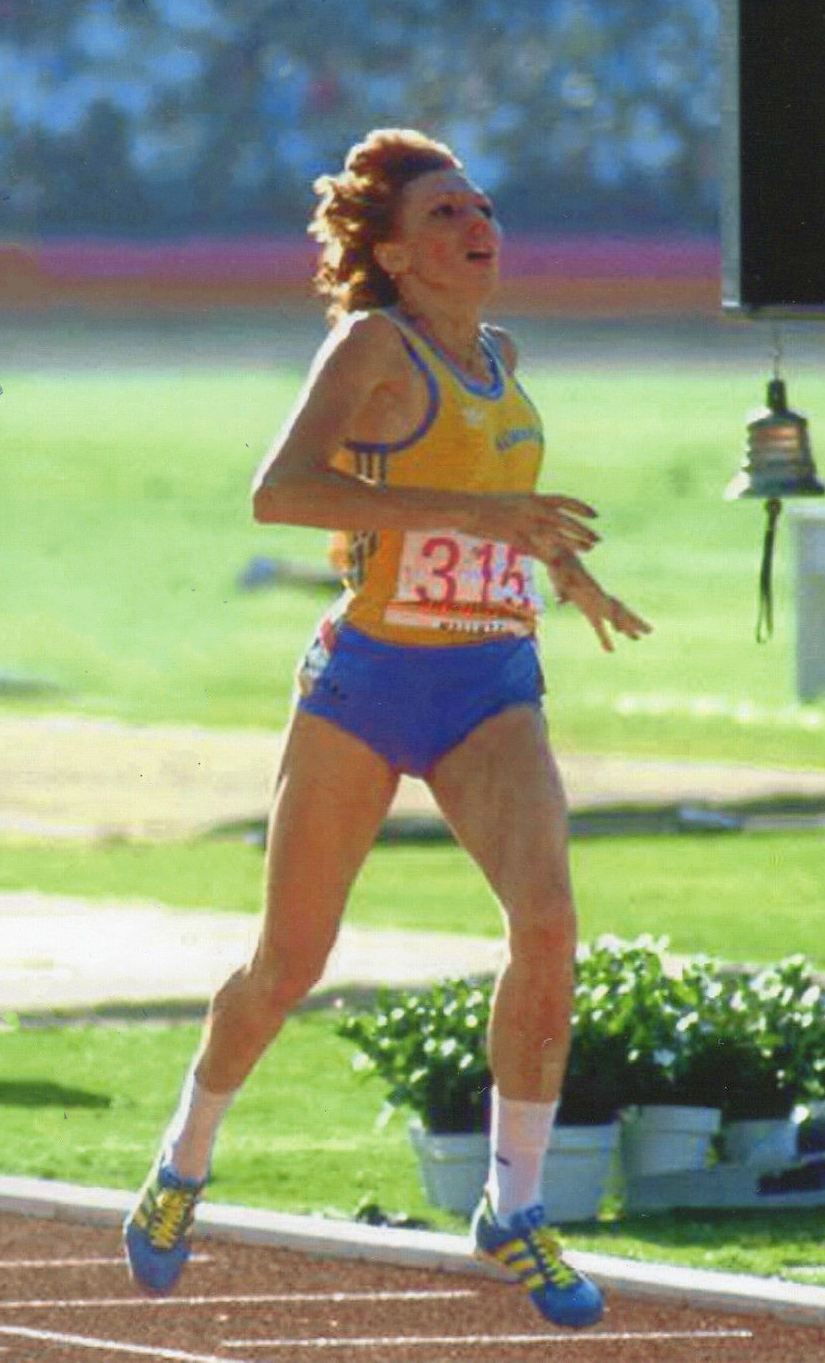
Doina Melinte, 1984 Olympiasiegerin über 800 Meter, erreichte Platz neun
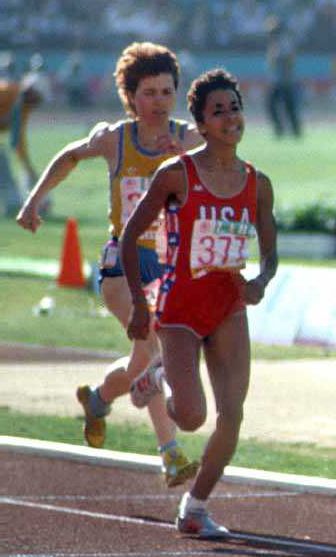
Rang elf für Kim Gallagher (rechts, beim Gewinn von 800-m-Olympiasilber 1984) – fünf Tage zuvor 800-m-Dritte

## Videolinks
- 1988 Olympics - Women's 1500 Meter Run, youtube.com, abgerufen am 5. Dezember 2021
- Women's 1500m Final at Seoul Olympics 1988, youtube.com, abgerufen am 30. Januar 2018